# Tramea eurybia
Tramea eurybia is een libellensoort uit de familie van de korenbouten (Libellulidae), onderorde echte libellen (Anisoptera).
De wetenschappelijke naam Tramea eurybia is voor het eerst geldig gepubliceerd in 1878 door Selys.